# Équipe de Mongolie de hockey sur glace
L'équipe de Mongolie de hockey sur glace est la sélection nationale de Mongolie regroupant les meilleurs joueurs de hockey sur glace mongols lors des compétitions internationales. Elle est sous la tutelle de la Fédération de Mongolie de hockey sur glace, membre de la Fédération internationale de hockey sur glace (IIHF) depuis 1999.
Depuis 2013, l'équipe de Mongolie ne participe plus aux tournois internationaux organisés par l'IIHF et n'est donc plus au classement IIHF en 2018.

## Historique
L'équipe a débuté dans les tournois de l'IIHF à l'occasion du championnat du monde de hockey sur glace 2007, en Division III. La sélection mongole a été acceptée par les dirigeants de la Fédération à la suite de la construction d'une patinoire intérieure répondant aux standards imposés par l'IIHF. La Mongolie est ainsi devenue le 46e pays à prendre part aux compétitions de l'IIHF.

## Résultats

### Jeux olympiques
- 1920-2018 — Ne participe pas

### Championnat du monde
- 1920-2006 — Ne participe pas
- 2007 — Q5e de Division III
- 2008 — 6e de Division III
- 2009 — Forfait
- 2010 — 4e de Division III, Groupe B
- 2011 — Forfait
- 2012 — 6e de Division III
- 2013 — 3e de la Qualification pour la Division III)
- 2014-2022 — Ne participe pas

### Jeux asiatiques d'hiver
- 1986-1996 — Ne participe pas
- 1999 — 5e place
- 2003 — 6e place
- 2007 — Ne participe pas
- 2011 — 4e de Division I
- 2017 — 4e de Division I

### Challenge d'Asie
- 2008 — Ne participe pas
- 2009 — 5e place
- 2010 — 6e place
- 2011 — Ne participe pas
- 2012 — Ne participe pas
- 2013 —
- 2014 —
- 2015 —
- 2016 —
- 2017 —
- 2018 —

### Classement mondial
| Année     | Rang       | Points     | Progression |
| --------- | ---------- | ---------- | ----------- |
| 2003-2006 | Non classé | Non classé | Non classé  |
| 2007      | 46         | 260        | -           |
| 2008      | 45         | 415        | +1          |
| 2009      | 45         | 515        | ±0          |
| Fév. 2010 | 45         | 515        | ±0          |
| Mai 2010  | 46         | 540        | -1          |
| 2011      | 46         | 315        | ±0          |
| 2012      | 46         | 375        | ±0          |
| 2013      | 46         | 415        | ±0          |
| Fév. 2014 | 46         | 415        | ±0          |

| Année     | Rang       | Points     | Progression |
| --------- | ---------- | ---------- | ----------- |
| Mai 2014  | 49         | 260        | -3          |
| 2015      | 50         | 155        | -1          |
| 2016-2018 | Non classé | Non classé | Non classé  |

## Entraîneurs
| Période         | Nom des entraîneurs   | Nationalité |
| --------------- | --------------------- | ----------- |
| 2007            | Otgonbayar Munkhnasan | Mongolie    |
| 2008-2013       | Enkhbayar Shinebayar, | Mongolie    |
| 2014 - ??       | Enkhbat Angaa         | Mongolie    |
| 2018 - En Cours | Arslan Mergen         | Mongolie    |

## Équipe moins de 18 ans

### Championnat du monde moins de 18 ans
- 1999 — Ne participe pas
- 2000 — 4e de Division II Asie-Océanie
- 2001 — 1er de Division II Asie-Océanie
- 2002 — 4e de Division I Asie-Océanie
- 2003-2007 — Ne participe pas
- 2008 — 5e de Division III, Groupe A
- 2009 — 5e de Division III, Groupe A
- 2010 — 5e de Division III, Groupe A
- 2011-2018 — Ne participe pas

### Championnat d'Asie-Océanie moins de 18 ans
Cette compétition n'est plus tenue depuis 2002.
- 1984-1999 — Ne participe pas
- 2000 — 4e de Division II
- 2001 — 1er de Division II
- 2002 — 4e place